# 呼風女神
呼風女神，是日本純種競賽馬匹。生涯活躍於一哩及中距離賽事，曾在2023年勝出紫苑錦標。

## 出賽前
2020年3月2日出生於北海道安平町北部牧場，成長途中於拍賣會上被馬主高橋文男以3564萬日圓購入。
其後交由美浦訓練中心練馬師武藤善則訓練。

## 競賽生涯

### 2歲
2022年6月5日出戰東京競馬場2歲新馬戰，比賽初段維持於先頭有利位置，在直路上瞬間衝出不斷加速，最終以3馬位優勢取得勝利。
2個月後出戰宇宙賞，在第二的位置跟隨Meiner Summen推進下，在第四彎道透出取得領先，後續繼續以不俗的姿態展開加速，最終以2馬位優勢擊敗來襲的柔情妙目達成連霸。
12月以一級賽阪神兩歲牝馬錦標作為目標，然而一直維持於中前方位置下未能於直路展開衝刺順利突圍，最終稍為失速下以第十二落敗。

### 3歲
2023年首戰定為皇后盃，比賽初段維持於中團後方的內欄位置，直至第三、四彎道開始抽出外檔望空發力。進入直路後，其於外檔位置展現出不俗的衝刺力逐漸縮窄和前方的距離，但最終仍然敗於豎琴巧姬及柔情妙目獲得季軍。
4月初原定以櫻花賞作為目標，但獎金不足未能出戰下改為角逐新西蘭盃。比賽開始後，其在先頭外疊位置推進，途中稍為放慢節奏墮後，於最後彎道重新加速上前。進入直路後，其雖然望空並嘗試加速上前，但受到一直在外檔推進的影響下稍為乏力，最終僅跑獲第四。
5月7日進軍NHK一哩賽，比賽初段維持於中團靠後位置等待時機，但在直路上未能順利克服天雨造成的爛地，最終以第六的戰績落敗。
進入秋季後，其以紫苑錦標作為起動戰，賽前取得第四人氣。比賽開始後，其隨即放慢速度保持於馬群最後方的位置，甚至在最後彎道末段仍然未有提速上前。進入直路後，其稍微移出中檔加速，不斷在馬群中央穿插下跑出後600米34.3秒的快速末腳，最終在終點線前超越領先的Hip Hop Soul取得首個分級賽冠軍，同時騎師橫山典弘亦以55歲6個月17日的年齡打破中央分級賽最年長優勝騎師的紀錄。
10月按照計劃出戰雌馬三冠尾關秋華賞，比賽初段仍然處於較後方的位置等待時機並保存體力，在第四彎道才緩緩發力進佔位置。進入直路後，其在外檔位置逐步衝刺迫近前方，但最終仍然未能挽回局面以第五落敗。

### 4歲
2024年1月21日出戰美國賽馬會盃作為年度首戰，繼續留後下在第四彎道至直路的連接處發力加速，但受到軟地的影響下未能最大程度縮窄和前方賽駒的距離，最終敗於Chuck Nate、皇庭譜曲及Chrominance取得第四。
4月6日縮程前往阪神牝馬錦標，出閘後繼續以墮後的戰術展開賽事，於直路上仍然可以在外檔跑出不俗的衝刺，最終敗於假面歌姬及高峰山道取得第三。
5月12日挑戰一級賽維多利亞一哩賽，雖然賽事途中維持平穩的節奏推進，但於直路上一直未能展開加速，最終以第七落敗。
進入夏季及秋季仍然處於頹勢，在皇后錦標跑獲第十二後，於府中牝馬錦標取得第八，11月在女皇伊利沙伯二世盃更以第十四大敗。
賽後，陣營決定安排其退役，在11月14日取消日本中央競馬會的賽駒註冊。

### 詳細賽績
| 日期       | 舉辦國家 | 馬場 | 距離   | 級別 | 賽事名稱           | 負重 | 騎師     | 馬號 | 出馬 | 名次 | 時間   | 頭馬（二馬）    |
| ---------- | -------- | ---- | ------ | ---- | ------------------ | ---- | -------- | ---- | ---- | ---- | ------ | --------------- |
| 5/6/2022   | 日本     | 東京 | 草1600 |      | 2歲新馬            | 54   | 武藤雅   | 5    | 12   | 1    | 1:36.9 | （Angelic Eye） |
| 13/8/2022  | 日本     | 札幌 | 草1800 | OP   | 宇宙賞             | 54   | 武藤雅   | 8    | 9    | 1    | 1:50.0 | （柔情妙目）    |
| 11/12/2022 | 日本     | 阪神 | 草1600 | GI   | 阪神兩歲牝馬錦標   | 54   | 武藤雅   | 5    | 18   | 12   | 1:34.8 | 自由島          |
| 11/2/2023  | 日本     | 東京 | 草1600 | GIII | 皇后盃             | 54   | 武藤雅   | 3    | 16   | 3    | 1:33.1 | 豎琴巧姬        |
| 8/4/2023   | 日本     | 中山 | 草1600 | GII  | 新西蘭盃           | 54   | 武藤雅   | 14   | 16   | 4    | 1:34.0 | Eeyan           |
| 7/5/2023   | 日本     | 東京 | 草1600 | GI   | NHK一哩賽          | 55   | 横山典弘 | 2    | 17   | 6    | 1:34.3 | 鑽彩            |
| 9/9/2023   | 日本     | 中山 | 草2000 | GII  | 紫苑錦標           | 54   | 横山典弘 | 2    | 17   | 1    | 1:58.0 | (Hip Hop Soul)  |
| 15/10/2023 | 日本     | 京都 | 草2000 | GI   | 秋華賞             | 55   | 横山典弘 | 8    | 18   | 5    | 2:01:7 | 自由島          |
| 21/1/2024  | 日本     | 中山 | 草2200 | GII  | 美國賽馬會盃       | 54   | 横山典弘 | 3    | 12   | 4    | 2:16.8 | Chuck Nate      |
| 6/4/2024   | 日本     | 阪神 | 草1600 | GII  | 阪神牝馬錦標       | 56   | 横山典弘 | 6    | 11   | 3    | 1:33.3 | 假面歌姬        |
| 12/5/2024  | 日本     | 東京 | 草1600 | GI   | 維多利亞一哩賽     | 56   | 横山典弘 | 13   | 15   | 7    | 1:32.3 | 十歡薔薇        |
| 28/7/2024  | 日本     | 札幌 | 草1800 | GIII | 皇后錦標           | 57   | 武藤雅   | 14   | 14   | 12   | 1:48.1 | 飛霞灑金        |
| 14/10/2024 | 日本     | 東京 | 草1800 | GII  | 府中牝馬錦標       | 55   | 岩田康誠 | 4    | 15   | 8    | 1:45.5 | 寬道路          |
| 10/11/2024 | 日本     | 京都 | 草2200 | GI   | 女皇伊利沙伯二世盃 | 56   | 岩田康誠 | 5    | 17   | 14   | 2:12.4 | 艷玫華彩        |

## 退役後
退役後，呼風女神成為了配種馬，於北海道安平町北部牧場休養，將在2025年進行配種。首匹子嗣將於2026年出生，可於2028年出賽。

## 血統簡介
父系神威啟示爲日本賽駒，生涯戰績優秀，曾勝出一級賽菊花賞及日本盃，退役後亦有優秀的配種成績。祖父吉兆爲美國生產的日本賽駒，生涯戰績彪炳，曾於2002年及2003年連霸秋季天皇賞及有馬紀念。
母系Garder le Sourire為日本賽駒，生涯僅勝出條件戰級別的賽事。外祖父大和主將爲亦日本賽駒，生涯活躍於一哩賽事，曾於2007年稱霸春秋一哩賽，於2000米賽事亦有不錯戰績，如曾勝出皋月賞及秋季天皇賞。

### 血統表
| 父線：雷弼圖系（Hail to Reason系）                                          |                          |                                |               |
| 種馬 神威啟示 2010年（棗色）                                                | 吉兆 1999年（深棗色）    | Kris S.                        | 雷弼圖        |
| 種馬 神威啟示 2010年（棗色）                                                | 吉兆 1999年（深棗色）    | Kris S.                        | Sharp Queen   |
| 種馬 神威啟示 2010年（棗色）                                                | 吉兆 1999年（深棗色）    | Tee Kay                        | Gold Meridian |
| 種馬 神威啟示 2010年（棗色）                                                | 吉兆 1999年（深棗色）    | Tee Kay                        | Tri Argo      |
| 種馬 神威啟示 2010年（棗色）                                                | 西沙里奧 2002年（黑色）  | 特別週                         | 週日寧靜      |
| 種馬 神威啟示 2010年（棗色）                                                | 西沙里奧 2002年（黑色）  | 特別週                         | Campaign Girl |
| 種馬 神威啟示 2010年（棗色）                                                | 西沙里奧 2002年（黑色）  | Kirov Premiere                 | 鞍匠井        |
| 種馬 神威啟示 2010年（棗色）                                                | 西沙里奧 2002年（黑色）  | Kirov Premiere                 | Querida       |
| 繁殖雌馬 Garder le Sourire 2011年（棗色）                                   | 大和主將 2001年（栗色）  | 週日寧靜 1986年（棕色）        | Halo          |
| 繁殖雌馬 Garder le Sourire 2011年（棗色）                                   | 大和主將 2001年（栗色）  | 週日寧靜 1986年（棕色）        | Wishing Well  |
| 繁殖雌馬 Garder le Sourire 2011年（棗色）                                   | 大和主將 2001年（栗色）  | Scarlet Bouquet 1988年（栗色） | 北方風味      |
| 繁殖雌馬 Garder le Sourire 2011年（棗色）                                   | 大和主將 2001年（栗色）  | Scarlet Bouquet 1988年（栗色） | Scarlet Ink   |
| 繁殖雌馬 Garder le Sourire 2011年（棗色）                                   | Basimah 2003年（深棗色） | Grand Lodge                    | Chief's Crown |
| 繁殖雌馬 Garder le Sourire 2011年（棗色）                                   | Basimah 2003年（深棗色） | Grand Lodge                    | La Papagena   |
| 繁殖雌馬 Garder le Sourire 2011年（棗色）                                   | Basimah 2003年（深棗色） | Bella Vitessa                  | Thatching     |
| 繁殖雌馬 Garder le Sourire 2011年（棗色）                                   | Basimah 2003年（深棗色） | Bella Vitessa                  | Burghclere    |
| 雌系：Highclere系（號族：2-f）                                              |                          |                                |               |
| 五代內近親交配：週日寧靜 4×3、Hail to Reason 5×5、北地舞人 5×5、Habitat 5×5 |                          |                                |               |

## 命名由來
名字Moryana（モリアーナ）為斯拉夫神話中掌管海洋及風的女神莫里亞娜，香港則以「呼風女神」作為翻譯。

## 外部連結
- 呼風女神 netkeiba.com （页面存档备份，存于）
- 血統表